# Guðjón Guðmundsson
Guðjón Guðmundsson (ur. 6 stycznia 1952) – islandzki pływak, olimpijczyk.
Reprezentował Islandię w pływaniu 100 m oraz 200 m stylem klasycznym na Letnich Igrzyskach Olimpijskich 1972, które odbyły się w Monachium. W obu przypadkach odpadł w fazie eliminacji.